# Cecil Parker
Pour les articles homonymes, voir Parker.
Cecil Parker est un acteur britannique, né le 3 septembre 1897 à Hastings, et mort le 20 avril 1971 à Brighton.

## Filmographie

### Au cinéma
- 1933 : The Golden Cage
- 1933 : A Cuckoo in the Nest : Claude Hickett
- 1934 : Flat Number Three : Hilary Maine
- 1934 : The Office Wife de George King : Lawrence Bradley
- 1934 : Nine Forty-Five : Robert Clayton
- 1934 : The Silver Spoon : Trevor
- 1934 : The Blue Squadron : Bianci
- 1934 : Dirty Work : Gordon Bray
- 1934 : Princess Charming : Mr. Thompson
- 1934 : Little Friend : Mason
- 1935 : Foreign Affaires : Lord Wormington
- 1935 : Lady in Danger : Piker
- 1935 : Me and Marlborough : colonel des Greys
- 1935 : Crime Unlimited : commissaire adjoint
- 1936 : Men of Yesterday
- 1936 : Dishonour Bright : Vincent Lamb
- 1936 : Her Last Affaire de Michael Powell : Sir Arthur Harding
- 1936 : Cerveaux de rechange (The Man Who Changed His Mind) de Robert Stevenson : Dr Gratton
- 1936 : Jack of All Trades : Sir Chas. Darrington
- 1937 : Dark Journey : capitaine de Q-Boat
- 1937 : Tempête dans une tasse de thé (Storm in a Teacup) de Ian Dalrymple et Victor Saville : Provost William 'Willie' Gow
- 1938 : Old Iron : Barnett
- 1938 : Housemaster : Sir Berkely Nightingale
- 1938 : Une femme disparaît (The Lady Vanishes) d'Alfred Hitchcock : Eric Todhunter
- 1938 : La Citadelle (The Citadel) de King Vidor : Charles Every
- 1939 : Sons of the Sea : Herbert
- 1940 : Under Your Hat : Sir Jeffrey Arlington
- 1940 : Sous le regard des étoiles (The Stars Look Down) de Carol Reed : Stanley Millington
- 1940 : The Spider de Maurice Elvey : Lawrence Bruce
- 1940 : She Couldn't Say No : Jimmy Reeves
- 1940 : Two for Danger : Sir Richard
- 1941 : The Saint's Vacation : Rudolph Hauser
- 1941 : Dangerous Moonlight : Spécialiste
- 1942 : Ships with Wings : Air Marshal allemand
- 1945 : César et Cléopâtre (Caesar and Cleopatra) de Gabriel Pascal : Britannus
- 1946 : The Magic Bow : Luigi Germi
- 1947 : The Woman in the Hall : Sir Halmar Barnard
- 1947 : Hungry Hill : Copper John
- 1947 : Captain Boycott : capitaine Boycott
- 1948 : Le Destin de Léopold Ier (The First Gentleman) : le Prince Régent
- 1948 : The Weaker Sex (en) de Roy Ward Baker : Geoffrey Radcliffe
- 1948 : Quartet de Ken Annakin et Arthur Crabtree : Colonel Peregrine (section The Colonel's Lady)
- 1949 : Dear Mr. Prohack : Arthur Prohack
- 1949 : Les Amants du Capricorne (Under Capricorn) d'Alfred Hitchcock : le gouverneur
- 1949 : The Chiltern Hundreds : Beecham
- 1950 : Tony Draws a Horse : Dr. Howard Fleming
- 1951 : L'Homme au complet blanc (The Man in the White Suit) d'Alexander Mackendrick : Alan Birnley, propriétaire de l'usine textile / narrateur
- 1951 : La Boîte magique (The Magic Box) de John Boulting : Forst Platform Man-Connaught Rooms
- 1952 : His Excellency : Sir James Kirkman
- 1952 : I Believe in You : Henry Phipps
- 1953 : Isn't Life Wonderful! : le père
- 1954 : For Better, for Worse : le père d'Anne
- 1954 : Détective du bon Dieu (Father Brown) de Robert Hamer : l'évêque
- 1955 : Un mari presque fidèle (The Constant Husband) : Llewellyn
- 1955 : Tueurs de dames (The Ladykillers) d'Alexander Mackendrick : Claude/Major Courtney
- 1956 : Le Bouffon du roi (The Court Jester) de Melvin Frank et Norman Panama : King Roderick I
- 1956 : À vingt-trois pas du mystère (23 Paces to Baker Street) de Henry Hathaway : Bob Matthews
- 1956 : It's Great to Be Young! : Frome
- 1957 : True as a Turtle : Dudley Partridge
- 1957 : The Admirable Crichton : Lord Loam
- 1958 : I Was Monty's Double : Colonel Logan
- 1958 : Sous la terreur (A Tale of Two Cities) de Ralph Thomas : Jarvis Lorry
- 1958 : Happy Is the Bride : Arthur Royd
- 1958 : Indiscret (Indiscreet) de Stanley Donen : Alfred Munson
- 1959 : The Night We Dropped a Clanger : Air Vice-Marshal Sir Bertram Bukpasser
- 1959 : The Navy Lark : Stanton
- 1959 : Cargaison dangereuse (The Wreck of the Mary Deare) de Michael Anderson : le président de la commission d'enquête
- 1960 : Follow That Horse! : Sir William Crane
- 1960 : Sous dix drapeaux (Sotto dieci bandiere) de Duilio Coletti : colonel Howard
- 1960 : Les Robinsons des mers du Sud (Swiss Family Robinson) de Ken Annakin : capitaine Moreland
- 1960 : A French Mistress de Roy et John Boulting : John Crane M.A., directeur de l'école Melbury
- 1960 : The Pure Hell of St. Trinian's : Professeur Canford
- 1961 : On the Fiddle : Bascombe
- 1961 : Petticoat Pirates : C-in-C
- 1962 : The Amorous Prawn : Sir Hamish Fitzadam
- 1962 : The Iron Maiden : Sir Giles Thompson
- 1962 : La Vengeance du docteur Corrie : Stevenson
- 1963 : The Comedy Man : Rutherford
- 1963 : Heavens Above! : Archidiacre Aspinall
- 1963 : Les Révoltés du Venus (Carry on Jack) : premier Seigneur
- 1964 : Les Canons de Batasi (Guns at Batasi) de John Guillermin : Fletcher
- 1965 : Les Aventures amoureuses de Moll Flanders (The Amorous Adventures of Moll Flanders) de Terence Young : le maire
- 1965 : Sherlock Holmes contre Jack l'Éventreur (A Study in Terror) de James Hill: le premier ministre
- 1965 : Lady L de Peter Ustinov : Sir Percy
- 1966 : D pour danger (A Man Could Get Killed) de Ronald Neame et Cliff Owen : Sir Huntley Frazier
- 1966 : Le Cirque de la peur (Circus of Fear) de John Llewellyn Moxey : Sir John
- 1967 : The Magnificent Two : Ambassadeur britannique
- 1969 : Ah Dieu ! que la guerre est jolie (Oh! What a Lovely War) de Richard Attenborough : Sir John

### À la télévision
- 1938 : Smoky Cell
- 1938 : The Ringer
- 1939 : Little Ladyship